# 비금 내월리 석장승
비금 내월리 석장승(飛禽內月里石長栍)은 대한민국 전라남도 신안군 비금면 내월리, 월포마을의 풍수비보를 위해 화강암으로 조용된 신앙물이다. 2000년 1월 31일 신안군의 향토유적 제1호로 지정되었다.

## 참고 자료
- 월포마을 대장군 장승 - 신안군청 / 향토자료